# 완주 대원사 용각부도
완주 대원사 용각부도(完州 大院寺 龍刻浮屠)는 대한민국 전북특별자치도 완주군 구이면, 용각사에 있는 고려시대의 승탑이다. 1976년 4월 2일 전라북도의 유형문화재 제71호로 지정되었다.

## 개요
부도는 승려의 무덤을 상징하여 그 유골이나 사리를 모시는 곳이다. 대원사 경내에는 동북쪽 4기와 계곡에 6기 등 총 10기의 부도가 있는데, 이 용각부도는 동북쪽에 있는 4기 중 3번째에 자리하고 있는 것이다. 형태는 연꽃을 새긴 바닥돌 위에 배부른 원통모양의 탑신(塔身)을 올린 모습이다. 탑신은 맨 위에 구름을, 가운데에는 두 마리의 큰 용이 서로 휘어감으면서 여의주를 빼앗으려는 모습을, 맨 밑에는 연꽃을 새겨 장식하였다. 꼭대기에는 머리장식이 놓여 있는데 원래의 것이 아니다. 탑신 전체에 가득히 새긴 생동감 있는 조각수법으로 보아 고려시대의 작품으로 추정된다.

## 현지 안내문
이 부도는 제작 연대가 확실하지 않으나 문양 등의 양식으로 보아 고려시대 작품으로 추정된다.
기대석 위에 신부와 옥개석 상륜부로 나뉘는데 상륜부는 일실 되었다. 백색 규암으로 석질이 유약하여 하대석과 옥개석은 마손이 심하나 탑신부의 조각은 선명하다. 용은 머리를 아래로 하고 몸으로 탑신을 감고 있는데 조각 수법이 교치 정제하여 우아한 솜씨는 고려시대의 예술적인 멋을 보여 주고있다.
용 문양이 조각된 점으로 미루어 옛 고승의 부도로 추정된다.

## 참고 자료
- 대원사용각부도 - 국가유산청 국가유산포털